# Otto Liebmann
Otto Liebmann (ur. 25 lutego 1840 w Lwówku Śląskim, zm. 14 stycznia 1912 w Jenie) – niemiecki filozof.

## Życiorys
Liebmann był od 1872 profesorem w Strasburgu a od 1882 roku w Jenie. Był jednym z prekursorów neokantyzmu. W swojej słynnej książce Kant und die Epigonen broni filozofii Kanta przeciwko jej kontynuatorom takim jak Fichte, Schelling, Hegel, Fries, Herbart i Schopenhauer. Był ojcem matematyka Heinricha Liebmanna.

## Poglądy
Liebmann postuluje rozwój nowej metafizyki, którą określa mianem metafizyki krytycznej. Krytyczne podejście w metafizyce polega na akceptacji hipotetycznego statusu rzeczy samych w sobie i próbie wyprowadzenia z tego stanu rzeczy konsekwencji filozoficznych, pozostając przy tym w granicach ludzkiego rozumu. Wszystko, co wykracza poza doświadczenie, metafizyka może potraktować tylko jako hipotetyczne przypuszczenia, które wymagają sprawdzianu pod względem ich wiarygodności, gdyż nawet metafizyczne twierdzenia mogą mieć różną wartość.

## Dzieła
- Kant und die Epigonen (1865; Nachdrucke: 1912 und 1991)
- Über den individuellen Beweis für die Freiheit des Willen (1866)
- Über den objektiven Anblick (1869)
- Zur Analysis der Wirklichkeit (1876)
- Über philosophischen Tradition (1883)
- Die Klimax der Theorien (1884)
- Gedanken und Tatsachen, 2 Bände (1882-1904)
- Immanuel Kant (1904)